# Liga LGT 2003
La temporada 2003 de la Liga LGT fue la primera edición de la competición de traineras organizada por la Federación Gallega de Remo. Compitieron 16 equipos encuadrados en un único grupo. La temporada regular comenzó el 31 de julio en Meira (Pontevedra) y terminó el 31 de agosto en La Coruña. Posteriormente, se disputaron los play-off para el ascenso a la Liga ACT.

## Sistema de competición
La Liga LGT estuvo compuesta por un único grupo que disputó un calendario de siete regatas durante la fase regular, tres de ellas se compitieron a doble jornada, con una primera regata clasificatoria. Al finalizar dicho calendario y para decidir los ascensos y descensos entre la Liga ACT y la Liga LGT se disputaron los siguientes play-off:
- Play-off previo de ascenso a Liga ACT: se disputaron dos plazas para competir en el posterior play-off de ascenso a la Liga ACT entre los 2 primeros clasificados del Grupo 1 y los 2 primeros de la Liga LGT, los dos primeros clasificados de la Liga Federativa Vasco-Cántabra y una trainera asturiana.
- Play-off de ascenso a Liga ACT: se disputaron 2 plazas en la Liga ACT entre los 2 últimos clasificados de dicha competición y los 2 primeros del play-off previo.

Las regatas de disputaron en tandas en líneas con cuatro a ocho calles, excepto la primera jornada del Play-off de ascenso a Liga ACT que se compitió a contrarreloj. En todos los casos la distancia a bogar en cada regata fue de 3 millas náuticas que equivalen a 5556 metros.

## Calendario

### Temporada regular
Las siguientes regatas tuvieron lugar en 2003.
| Orden | Regata                                   | Fecha        | Hora  | Modalidad         | Localidad         | Provincia  |
| ----- | ---------------------------------------- | ------------ | ----- | ----------------- | ----------------- | ---------- |
| 1     | Bandera 25 aniversario Samertolameu      | 13 de julio  | 12:00 | En línea 5 calles | Meira             | Pontevedra |
| 2     | XI Bandera Concejo de Vigo               | 20 de julio  | -     | En línea 5 calles | Vigo              | Pontevedra |
| 3     | XXII Bandera El Corte Inglés             | 27 de julio  | -     | En línea 5 calles | El Grove          | Pontevedra |
| 4     | XVI Bandera Concejo de Cangas            | 3 de agosto  | -     | En línea 5 calles | Cangas de Morrazo | Pontevedra |
| 5     | XVIII Trofeo Teresa Herrera (1ª jornada) | 9 de agosto  | -     | En línea 8 calles | La Coruña         | La Coruña  |
| 6     | XVIII Trofeo Teresa Herrera (2ª jornada) | 10 de agosto | -     | En línea 5 calles | La Coruña         | La Coruña  |
| 7     | XX Bandera Xunta de Galicia (1ª jornada) | 16 de agosto | -     | En línea 4 calles | Rianjo            | La Coruña  |
| 8     | XX Bandera Xunta de Galicia (2ª jornada) | 17 de agosto | -     | En línea 5 calles | Rianjo            | La Coruña  |
| 9     | XXV Bandera Conde de Fenosa (1ª jornada) | 30 de agosto | -     | En línea 7 calles | La Coruña         | La Coruña  |
| 10    | XXV Bandera Conde de Fenosa (2ª jornada) | 31 de agosto | -     | En línea 4 calles | La Coruña         | La Coruña  |

### Play-off previo de ascenso a Liga ACT
| Orden | Regata | Fecha            | Hora | Modalidad         | Provincia |
| ----- | ------ | ---------------- | ---- | ----------------- | --------- |
| 1     | Bermeo | 20 de septiembre | -    | En línea 4 calles | Vizcaya   |

### Play-off de ascenso a Liga ACT
| Orden | Regata      | Fecha            | Hora  | Modalidad         | Provincia |
| ----- | ----------- | ---------------- | ----- | ----------------- | --------- |
| 1     | Portugalete | 27 de septiembre | 16:45 | Contrarreloj      | Vizcaya   |
| 2     | Guecho      | 28 de septiembre | 12:00 | En línea 4 calles | Vizcaya   |

## Traineras participantes
| Equipo          | Nombre de la Trainera     | Localidad            | Provincia  | Localización de los equipos |
| --------------- | ------------------------- | -------------------- | ---------- | --- |
| Esteirana       | Esteirana                 | Esteiro              | La Coruña  | Esteirana Puebla Amegrove Coruxo Náutico Vigo Rianxo Vila de Cangas · Bueu Samertolameu San Simón Chapela As Xubias Perillo A Cabana Ares San Felipe |
| Puebla          | Carmela                   | Puebla del Caramiñal | La Coruña  | Esteirana Puebla Amegrove Coruxo Náutico Vigo Rianxo Vila de Cangas · Bueu Samertolameu San Simón Chapela As Xubias Perillo A Cabana Ares San Felipe |
| Amegrove        | Pabliño                   | El Grove             | Pontevedra | Esteirana Puebla Amegrove Coruxo Náutico Vigo Rianxo Vila de Cangas · Bueu Samertolameu San Simón Chapela As Xubias Perillo A Cabana Ares San Felipe |
| Coruxo          | Fontaíña                  | Vigo                 | Pontevedra | Esteirana Puebla Amegrove Coruxo Náutico Vigo Rianxo Vila de Cangas · Bueu Samertolameu San Simón Chapela As Xubias Perillo A Cabana Ares San Felipe |
| Náutico de Vigo | Real Club Náutico de Vigo | Vigo                 | Pontevedra | Esteirana Puebla Amegrove Coruxo Náutico Vigo Rianxo Vila de Cangas · Bueu Samertolameu San Simón Chapela As Xubias Perillo A Cabana Ares San Felipe |
| Rianxo          | Concello de Rianxo        | Rianjo               | La Coruña  | Esteirana Puebla Amegrove Coruxo Náutico Vigo Rianxo Vila de Cangas · Bueu Samertolameu San Simón Chapela As Xubias Perillo A Cabana Ares San Felipe |
| Vila de Cangas  | Balea                     | Cangas de Morrazo    | Pontevedra | Esteirana Puebla Amegrove Coruxo Náutico Vigo Rianxo Vila de Cangas · Bueu Samertolameu San Simón Chapela As Xubias Perillo A Cabana Ares San Felipe |
| Bueu            | Maruxia                   | Bueu                 | Pontevedra | Esteirana Puebla Amegrove Coruxo Náutico Vigo Rianxo Vila de Cangas · Bueu Samertolameu San Simón Chapela As Xubias Perillo A Cabana Ares San Felipe |
| Samertolameu    | A Terca                   | Meira                | Pontevedra | Esteirana Puebla Amegrove Coruxo Náutico Vigo Rianxo Vila de Cangas · Bueu Samertolameu San Simón Chapela As Xubias Perillo A Cabana Ares San Felipe |
| San Simón       | Guía                      | Cesantes             | Pontevedra | Esteirana Puebla Amegrove Coruxo Náutico Vigo Rianxo Vila de Cangas · Bueu Samertolameu San Simón Chapela As Xubias Perillo A Cabana Ares San Felipe |
| Chapela         | Arealonga                 | Redondela            | Pontevedra | Esteirana Puebla Amegrove Coruxo Náutico Vigo Rianxo Vila de Cangas · Bueu Samertolameu San Simón Chapela As Xubias Perillo A Cabana Ares San Felipe |
| As Xubias       | As Xubias                 | Las Jubias           | La Coruña  | Esteirana Puebla Amegrove Coruxo Náutico Vigo Rianxo Vila de Cangas · Bueu Samertolameu San Simón Chapela As Xubias Perillo A Cabana Ares San Felipe |
| Perillo         | Perillo                   | Perillo              | La Coruña  | Esteirana Puebla Amegrove Coruxo Náutico Vigo Rianxo Vila de Cangas · Bueu Samertolameu San Simón Chapela As Xubias Perillo A Cabana Ares San Felipe |
| A Cabana        | Albatros                  | La Cabana            | La Coruña  | Esteirana Puebla Amegrove Coruxo Náutico Vigo Rianxo Vila de Cangas · Bueu Samertolameu San Simón Chapela As Xubias Perillo A Cabana Ares San Felipe |
| Ares            | Santa Olalla de Lubre     | Ares                 | La Coruña  | Esteirana Puebla Amegrove Coruxo Náutico Vigo Rianxo Vila de Cangas · Bueu Samertolameu San Simón Chapela As Xubias Perillo A Cabana Ares San Felipe |
| San Felipe      | Artabria                  | Ferrol               | La Coruña  | Esteirana Puebla Amegrove Coruxo Náutico Vigo Rianxo Vila de Cangas · Bueu Samertolameu San Simón Chapela As Xubias Perillo A Cabana Ares San Felipe |

Los clubes participantes están ordenados geográficamente, de oeste a este.

### Equipos por provincia
| Provincia  | N. | Equipos                                                                                   |
| ---------- | -- | ----------------------------------------------------------------------------------------- |
| La Coruña  | 8  | Ares, A Cabana, Esteirana, Perillo, Puebla, Rianxo, San Felipe, As Xubias                 |
| Pontevedra | 8  | Amegrove, Bueu, Chapela, Coruxo, Samertolameu, San Simón, Náutico de Vigo, Vila de Cangas |

### Ascensos y descensos
| Pos. | Nueva inscripción |
| ---- | ----------------- |
| -    | Amegrove          |
| -    | Ares              |
| -    | Bueu              |
| -    | A Cabana          |
| -    | Chapela           |
| -    | Coruxo            |
| -    | Esteirana         |
| -    | Perillo           |
| -    | Puebla            |
| -    | Rianxo            |
| -    | Samertolameu      |
| -    | San Felipe        |
| -    | San Simón         |
| -    | Náutico de Vigo   |
| -    | Vila de Cangas    |
| -    | As Xubias         |

     Nueva inscripción.

## Clasificación

### Temporada regular

#### Puntuaciones
Los puntos se reparten entre los participantes en cada regata, independientemente del número de éstos.
| Posición | 1.º | 2.º | 3.º | 4.º | 5.º | 6.º | 7.º | 8.º | 9.º | 10.º | 11.º | 12.º | 13.º | 14.º | 15.º | 16.º |
| -------- | --- | --- | --- | --- | --- | --- | --- | --- | --- | ---- | ---- | ---- | ---- | ---- | ---- | ---- |
| Puntos   | 19  | 16  | 14  | 13  | 12  | 11  | 10  | 9   | 8   | 7    | 6    | 5    | 4    | 3    | 2    | 1    |

En el caso de regatas a doble jornada, en las que la primera jornada es clasificatoria, se aplica lo siguiente:
- Equipos eliminados en la primera jornada: se les asigna los puntos obtenidos en la regata eliminatoria.
- Equipos clasificados para la segunda jornada: se les asigna los puntos obtenidos en la segunda jornada.

#### Resultados por regata
A continuación se recoge la clasificación en cada una de las regatas disputadas.
| Pos. | Club            | Trainera                  | 1 SAM | 2 VIG | 3 ING | 4 CAN | 5 TE2 | 6 TE2 | 7 XU2 | 8 XU2 | 9 FE1 | 10 FE2 | Puntos |
| ---- | --------------- | ------------------------- | ----- | ----- | ----- | ----- | ----- | ----- | ----- | ----- | ----- | ------ | ------ |
| 1    | Samertolameu    | A Terca                   | 1     | 1     | 1     | DSQ   | 1     | 1     | 4     | 1     | 1     | 1      | 117    |
| 2    | Náutico de Vigo | Real Club Náutico de Vigo | 2     | 2     | 5     | 1     | 3     | 2     | 3     | 2     | 4     | 3      | 109    |
| 3    | Rianxo          | Concello de Rianxo        | 5     | 9     | 2     | 2     | 2     | 5     | 1     | 3     | 2     | 2      | 94     |
| 4    | Vila de Cangas  | Balea                     | 9     | 4     | 6     | 3     | 8     | 4     | 5     | 4     | 5     | 4      | 85     |
| 5    | Amegrove        | Pabliño                   | 3     | 7     | 3     | 5     | 5     | 6     | 7     | 6     | 3     | 5      | 84     |
| 6    | Bueu            | Maruxia                   | 4     | 6     | 4     | 9     | 4     | 7     | 2     | 5     | 9     | DNQ    | 75     |
| 7    | Esteirana       | Esteirana                 | 6     | 3     | 7     | 7     | 7     | 9     | 6     | 9     | 8     | 6      | 72     |
| 8    | Perillo         | Perillo                   | 7     | 13    | 8     | 4     | 9     | 8     | 8     | 7     | 7     | 7      | 65     |
| 9    | Ares            | Santa Olalla de Lubre     | 8     | 10    | 11    | 6     | 6     | 3     | 9     | 8     | DNP   | DNP    | 56     |
| 10   | Coruxo          | Fontaíña                  | 11    | 11    | 10    | 8     | 12    | DNQ   | 13    | DNQ   | 10    | DNQ    | 44     |
| 11   | Chapela         | Arealonga                 | 10    | 14    | 9     | 10    | 11    | DNQ   | 15    | DNQ   | 11    | DNQ    | 39     |
| 12   | San Simón       | Guía                      | 13    | 8     | 14    | 13    | 10    | 10    | 14    | DNQ   | 6     | 8      | 39     |
| 13   | Puebla          | Carmela                   | 12    | 5     | 12    | 12    | 13    | DNQ   | 11    | DNQ   | DNP   | DNP    | 37     |
| 14   | A Cabana        | Albatros                  | DNP   | 12    | 13    | DNP   | 14    | DNQ   | 10    | 10    | 13    | DNQ    | 23     |
| 15   | San Felipe      | Artabria                  | DNP   | 15    | 15    | 11    | 15    | DNQ   | 12    | DNQ   | 12    | DNQ    | 22     |
| 16   | As Xubias       | As Xubias                 | DNP   | DNP   | 16    | DNP   | 16    | DNQ   | 16    | DNQ   | 14    | DNQ    | 6      |

| Color     | Resultado                        |
| --------- | -------------------------------- |
| Oro       | Ganador                          |
| Plata     | Segundo                          |
| Bronce    | Tercero                          |
| Verde     | Puntuó                           |
| Azul      | Clasificado sin puntos           |
| Rojo      | DNQ - No se clasificó            |
| Negro     | DSQ - Descalificado              |
| Sin color | DNP - Inscrito pero no participó |

#### Palmarés
| Pos. | Club            | Victorias | Segundos | Terceros | Mejor resultado | Puntos | Pasa a play-off               |
| ---- | --------------- | --------- | -------- | -------- | --------------- | ------ | ----------------------------- |
| 1    | Samertolameu    | 8         | -        | -        | 1.º             | 117    | Play-off de previo de ascenso |
| 2    | Náutico de Vigo | 1         | 4        | 3        | 1.º             | 109    | Play-off de previo de ascenso |
| 3    | Rianxo          | 1         | 5        | 1        | 1.º             | 94     |                               |
| 4    | Vila de Cangas  | -         | -        | 1        | 3.º             | 85     |                               |
| 5    | Amegrove        | -         | -        | 3        | 3.º             | 84     |                               |
| 6    | Bueu            | -         | 1        | -        | 2.º             | 75     |                               |
| 7    | Esteirana       | -         | -        | 1        | 3.º             | 72     |                               |
| 8    | Perillo         | -         | -        | -        | 4.º             | 65     |                               |
| 9    | Ares            | -         | -        | 1        | 3.º             | 56     |                               |
| 10   | Coruxo          | -         | -        | -        | 8.º             | 44     |                               |
| 11   | Chapela         | -         | -        | -        | 9.º             | 39     |                               |
| 12   | San Simón       | -         | -        | -        | 6.º             | 39     |                               |
| 13   | Puebla          | -         | -        | -        | 5.º             | 37     |                               |
| 14   | A Cabana        | -         | -        | -        | 10.º            | 23     |                               |
| 15   | San Felipe      | -         | -        | -        | 11.º            | 22     |                               |
| 16   | As Xubias       | -         | -        | -        | 14.º            | 6      |                               |

### Play-off previo de ascenso a Liga ACT
La Federación Gallega de Remo transmitió a la Liga ACT que no habría presencia de clubes gallegos en los play-off de ascenso. Tampoco participó ninguna trainera asturiana.
| Pos. | Club                | Trainera       | 1 BER | Pasa a play-off     |
| ---- | ------------------- | -------------- | ----- | ------------------- |
| 1    | Trintxerpe-Carglass | Azkuene        | 1     | Play-off de ascenso |
| 2    | Ur-Kirolak          | Koruko Ama     | 2     | Play-off de ascenso |
| 3    | Ciudad de Santander | Virgen del Mar | 3     |                     |

### Play-off de ascenso a Liga ACT

#### Puntuaciones
Los puntos se reparten entre los cuatro participantes en cada regata.
| Posición | 1.º | 2.º | 3.º | 4.º |
| -------- | --- | --- | --- | --- |
| Puntos   | 4   | 3   | 2   | 1   |

#### Resultados
| Pos. | Club                      | Trainera   | 1 POR | 2 GUE | Puntos | Ascenso o descenso                          |
| ---- | ------------------------- | ---------- | ----- | ----- | ------ | ------------------------------------------- |
| 1    | Isuntza-Grafilur-Super BM | Lekittarra | 1     | 1     | 8      | Permanece en Liga ACT                       |
| 2    | Trintxerpe-Carglass       | Azkuene    | 2     | 2     | 6      | Asciende a Liga ACT                         |
| 3    | Zarautz-Inmobiliaria Orio | Enbata     | 3     | 3     | 4      | Desciende a Liga Federativa Vasco-Cántabra  |
| 4    | Ur-Kirolak                | Koruko Ama | 4     | 4     | 2      | Permanece en Liga Federativa Vasco-Cántabra |